# Акташ, Аксель
Аксе́ль Акта́ш (фр. и тур. Aksel Aktaş; род. 15 июля 1999, Одинкур) — турецкий и французский футболист, полузащитник клуба «Адана Демирспор».

## Клубная карьера
Акташ — воспитанник клубов «Мезире» и французского «Сошо». 9 декабря 2016 года в матче против «Амьена» он дебютировал в Лиге 2. Летом 2018 года Аксель перешёл в «Реймс», где для получения игровой практики выступал за дублирующий состав. Летом 2019 года Акташ вернулся на родину, став игроком клуба «Кайсериспор», подписав контракт на 3 года. 14 сентября в матче против «Антальяспора» он дебютировал в турецкой Суперлиге. 16 сентября 2020 года свободным агентом перешёл в «Фатих Карагюмрюк» и подписал с клубом контракт на 2 года.

## Международная карьера
В 2018 году Акташ в составе юношеской сборной Турции принял участие в юношеском чемпионате Европы в Финляндии. На турнире он сыграл в матче против Украины.